# Стубла (Бојник)
Стубла је насеље у Србији у општини Бојник у Јабланичком округу. Према попису из 2022. било је 579 становника (према попису из 2002. било је 923 становника).

## Демографија
У насељу Стубла живи 742 пунолетна становника, а просечна старост становништва износи 43,8 година (43,1 код мушкараца и 44,6 код жена). У насељу има 310 домаћинстава, а просечан број чланова по домаћинству је 2,98.
Ово насеље је углавном насељено Србима (према попису из 2002. године).
|  |

| Демографија | Демографија | Демографија |
| Година      | Становника  | Становника  |
| ----------- | ----------- | ----------- |
| 1948.       | 1.648       |             |
| 1953.       | 1.735       |             |
| 1961.       | 1.594       |             |
| 1971.       | 1.417       |             |
| 1981.       | 1.247       |             |
| 1991.       | 1.079       | 1.059       |
| 2002.       | 923         | 929         |
| 2011.       | 772         |             |

| Етнички састав према попису из 2002.‍ | Етнички састав према попису из 2002.‍ | Етнички састав према попису из 2002.‍ | Етнички састав према попису из 2002.‍ | Етнички састав према попису из 2002.‍ |
| ------------------------------------ | ------------------------------------ | ------------------------------------ | ------------------------------------ | ------------------------------------ |
|                                      |                                      |                                      |                                      |                                      |
| Срби                                 | Срби                                 |                                      | 802                                  | 86,89%                               |
| Роми                                 | Роми                                 |                                      | 117                                  | 12,67%                               |
| Македонци                            | Македонци                            |                                      | 4                                    | 0,43%                                |
| непознато                            | непознато                            |                                      | 0                                    | 0,0%                                 |

| Година пописа     | 1948. | 1953. | 1961. | 1971. | 1981. | 1991. | 2002. |
| ----------------- | ----- | ----- | ----- | ----- | ----- | ----- | ----- |
| Број домаћинстава | 261   | 288   | 306   | 337   | 332   | 317   | 310   |

| Број чланова      | 1  | 2  | 3  | 4  | 5  | 6  | 7 | 8 | 9 | 10 и више | Просек |
| ----------------- | -- | -- | -- | -- | -- | -- | - | - | - | --------- | ------ |
| Број домаћинстава | 69 | 99 | 40 | 35 | 33 | 19 | 9 | 4 | 0 | 2         | 2,98   |

| Пол    | Укупно | Неожењен/Неудата | Ожењен/Удата | Удовац/Удовица | Разведен/Разведена | Непознато |
| ------ | ------ | ---------------- | ------------ | -------------- | ------------------ | --------- |
| Мушки  | 382    | 64               | 277          | 39             | 2                  | 0         |
| Женски | 385    | 33               | 272          | 75             | 5                  | 0         |
| УКУПНО | 767    | 97               | 549          | 114            | 7                  | 0         |

| Пол    | Укупно                    | Пољопривреда, лов и шумарство | Рибарство                            | Вађење руде и камена | Прерађивачка индустрија       |
| ------ | ------------------------- | ----------------------------- | ------------------------------------ | -------------------- | ----------------------------- |
| Мушки  | 226                       | 141                           | 0                                    | 0                    | 16                            |
| Женски | 82                        | 78                            | 0                                    | 0                    | 0                             |
| УКУПНО | 308                       | 219                           | 0                                    | 0                    | 16                            |
| Пол    | Производња и снабдевање   | Грађевинарство                | Трговина                             | Хотели и ресторани   | Саобраћај, складиштење и везе |
| Мушки  | 0                         | 29                            | 5                                    | 1                    | 4                             |
| Женски | 0                         | 0                             | 0                                    | 0                    | 0                             |
| УКУПНО | 0                         | 29                            | 5                                    | 1                    | 4                             |
| Пол    | Финансијско посредовање   | Некретнине                    | Државна управа и одбрана             | Образовање           | Здравствени и социјални рад   |
| Мушки  | 0                         | 2                             | 8                                    | 4                    | 0                             |
| Женски | 0                         | 0                             | 0                                    | 2                    | 0                             |
| УКУПНО | 0                         | 2                             | 8                                    | 6                    | 0                             |
| Пол    | Остале услужне активности | Приватна домаћинства          | Екстериторијалне организације и тела | Непознато            | Непознато                     |
| Мушки  | 0                         | 0                             | 0                                    | 16                   | 16                            |
| Женски | 1                         | 0                             | 0                                    | 1                    | 1                             |
| УКУПНО | 1                         | 0                             | 0                                    | 17                   | 17                            |